# Ameiva corvina
Ameiva corvina är en ödleart som beskrevs av  Cope 1861. Ameiva corvina ingår i släktet Ameiva och familjen tejuödlor. IUCN kategoriserar arten globalt som sårbar. Inga underarter finns listade i Catalogue of Life.